# Arjen Lenstra

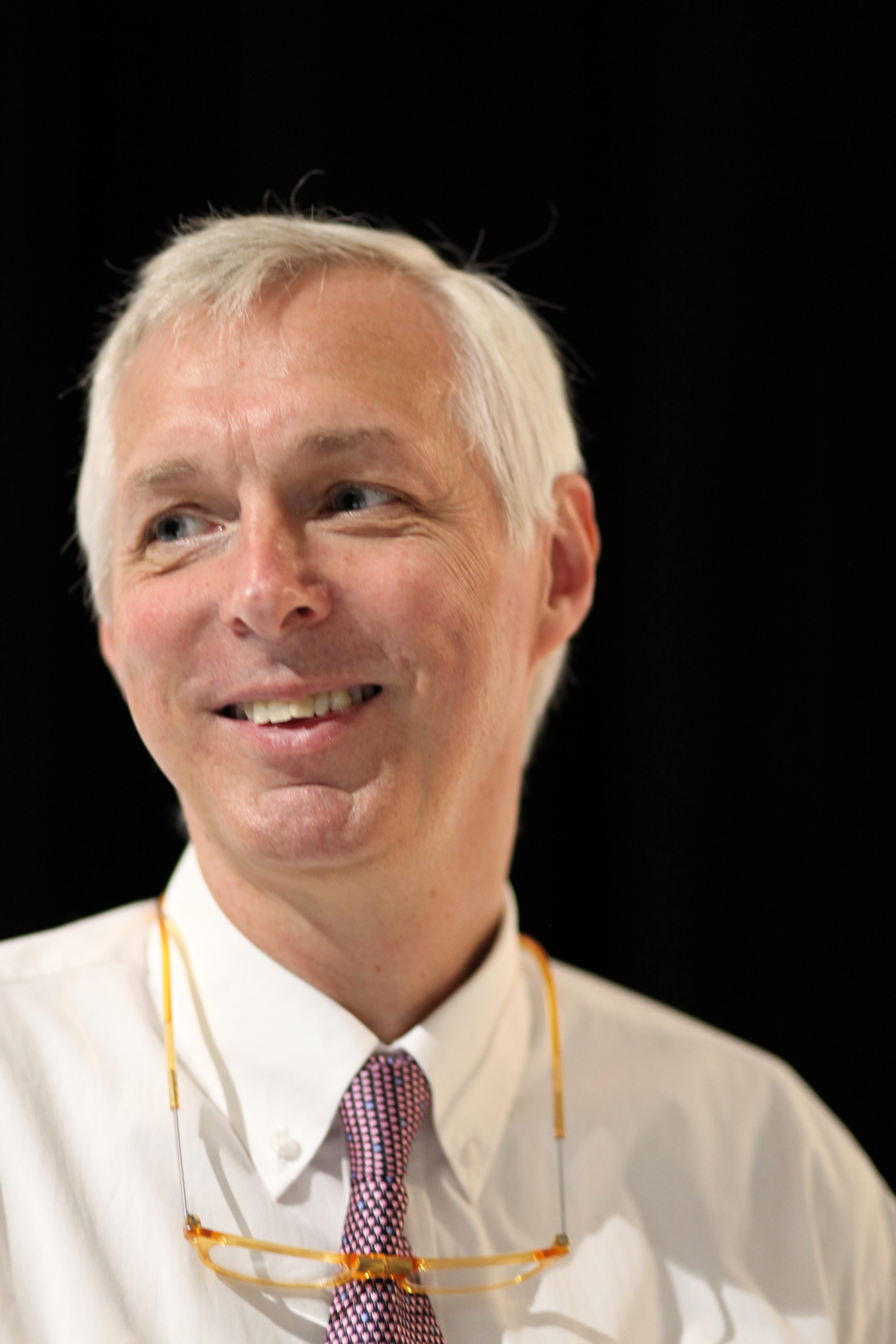

Arjen Klaas Lenstra (Groningen, 2 maart 1956) is een Nederlandse wiskundige. Hij houdt zich veel met cryptografie bezig en is gespecialiseerd in het ontbinden in priemfactoren van hele getallen. Lenstra studeerde in 1984 af in de wiskunde aan de Universiteit van Amsterdam. Na werk bij de Citigroup, bij Bell Labs en aan de Technische Universiteit Eindhoven werd hij hoogleraar aan de Technische Universiteit van Lausanne. Het is Lenstra gelukt verschillende samengestelde getallen die bij het RSA-encryptiealgoritme worden gebruikt in priemfactoren te ontbinden.
Zijn broer Hendrik Lenstra is hoogleraar wiskunde aan de Universiteit Leiden en zijn broer Jan Karel was directeur van het CWI in Amsterdam.

## Websites
- EPFL. Arjen Lenstra.